# العلاقات الغانية الميانمارية
العلاقات الغانية الميانمارية هي العلاقات الثنائية التي تجمع بين غانا وميانمار.

## مقارنة بين البلدين
هذه مقارنة عامة ومرجعية للدولتين:
| وجه المقارنة                                              | غانا         | ميانمار          |
| --------------------------------------------------------- | ------------ | ---------------- |
| المساحة (كم2)                                             | 238.53 ألف   | 676.58 ألف       |
| عدد السكان (نسمة)                                         | 26.91 مليون  | 53.37 مليون      |
| الكثافة السكانية (ن./كم²)                                 | 112.82       | 78.88            |
| العاصمة                                                   | أكرا         | نايبيداو، يانغون |
| اللغة الرسمية                                             | لغة إنجليزية | اللغة البورمية   |
| العملة                                                    | سيدي غاني    | كيات ميانماري    |
| الناتج المحلي الإجمالي (بليون دولار)                      | 47.33 مليار  | 69.32 مليار      |
| الناتج المحلي الإجمالي (تعادل القوة الشرائية) بليون دولار | 115.41 مليار | 282.95 مليار     |
| الناتج المحلي الإجمالي الاسمي للفرد دولار أمريكي          | 1.37 ألف     | 1.16 ألف         |
| الناتج المحلي الإجمالي للفرد دولار أمريكي                 | 4.08 ألف     |                  |
| مؤشر التنمية البشرية                                      | 0.579        | 0.536            |
| رمز المكالمات الدولي                                      | +233         | +95              |
| رمز الإنترنت                                              | .gh          | .mm              |
| المنطقة الزمنية                                           | 00           | ت ع م+06:30      |

## منظمات دولية مشتركة
يشترك البلدان في عضوية مجموعة من المنظمات الدولية، منها:
| علم المنظمة | اسم المنظمة                        | تاريخ انضمام غانا | تاريخ انضمام ميانمار |
| ----------- | ---------------------------------- | ----------------- | -------------------- |
|             | مؤسسة التنمية الدولية              | 29 ديسمبر 1960    | 5 نوفمبر 1962        |
|             | يونسكو                             | 11 أبريل 1958     | 27 يونيو 1949        |
|             | مؤسسة التمويل الدولية              | 3 أبريل 1958      | 3 ديسمبر 1956        |
|             | منظمة حظر الأسلحة الكيميائية       | ?                 | ?                    |
|             | الأمم المتحدة                      | 8 مارس 1957       | 19 أبريل 1948        |
|             | الاتحاد الدولي للاتصالات           | 17 مايو 1957      | 15 سبتمبر 1937       |
|             | منظمة الشرطة الجنائية الدولية      | ?                 | ?                    |
|             | البنك الدولي للإنشاء والتعمير      | 20 سبتمبر 1957    | 3 يناير 1952         |
|             | الاتحاد البريدي العالمي            | ?                 | ?                    |
|             | وكالة ضمان الاستثمار متعدد الأطراف | 29 أبريل 1988     | 16 ديسمبر 2013       |
|             | منظمة التجارة العالمية             | ?                 | ?                    |

## وصلات خارجية
- موقع وزارة الخارجية الغانية
- موقع وزارة الخارجية الميانمارية